# Brusco (album)
Brusco è il primo album del rapper romano Brusco, pubblicato nell'ottobre 2001.
Del brano Ancora e ancora è stata realizzata anche una versione personalizzata per Radio Deejay, che è diventata un inno del network nazionale.

## Tracce
1. Ancora e ancora
2. La verità
3. Niente nanna
4. Mi manchi
5. De che?